# HC Košice

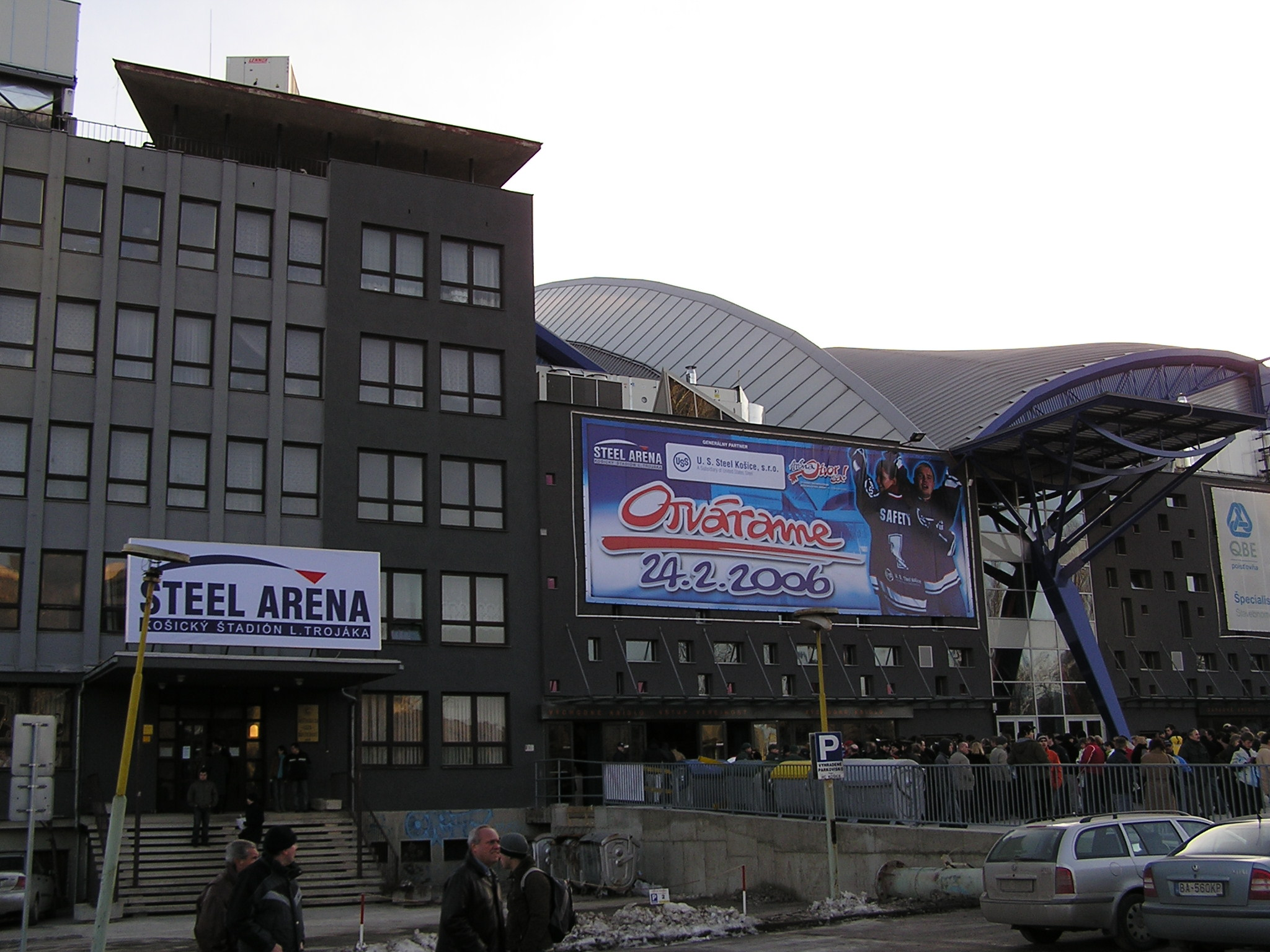
Steel Aréna.

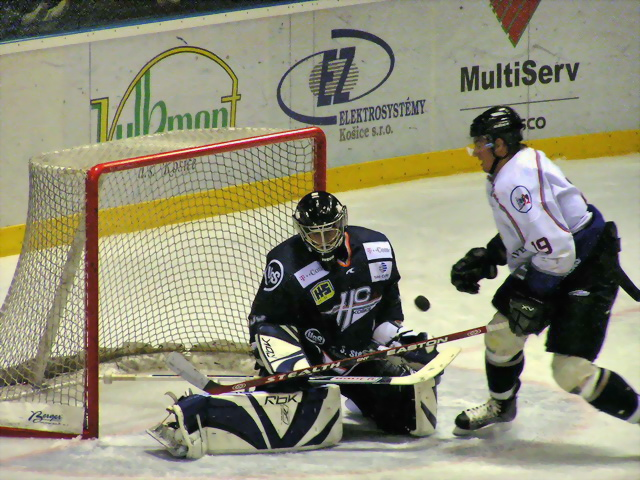
Košices målvakt

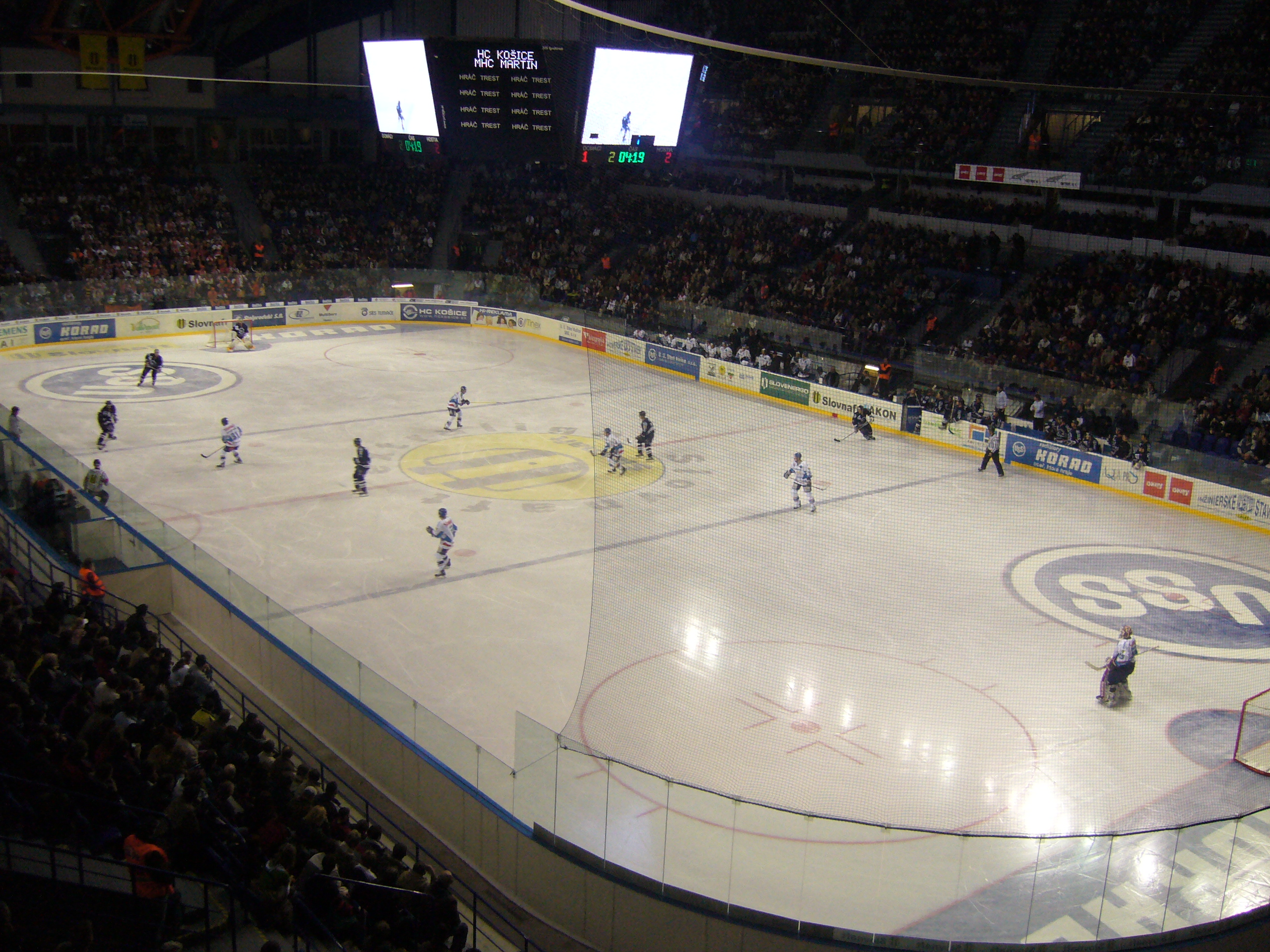
HC Košice - MHC Martin, februari 2007

HC Košice är en ishockeyklubb i Košice i Slovakien som grundades 1962. Klubben spelar i slovakiska Extraliga.
Laget blev tjeckoslovakiska mästare 1986 och 1988, slovakiska mästare 1995, 1996, 1999, 2009 och 2010, och vann IIHF Continental Cup 1998.
Tidigare namn på laget var Dukla Košice och TJ VSŽ Košice.
Till tidigare spelare, som blivit kända i NHL, hör bland annat Jiří Holeček, Peter Bondra, Ivan Droppa och Ladislav Nagy.